# Láng József (szövetkezeti vezérigazgató)
Láng József (Versec, 1876 – Budapest, 1943. augusztus 14.) biztosítási szakember, a nagybirtokosok által vezetett agrár- és szövetkezeti mozgalmak tevékeny résztvevője. 
Biztosítási pályafutását a Duna Biztosító Társaság matematikai osztályán kezdte. 1904-ben a Gazdák Biztosító Szövetkezete életosztályának igazgatója, 1914-ben ügyvezető, 1916-ban vezérigazgató. Az intézet vezetésében a birtokos osztály, majd a Horthy-rendszer érdekeinek támogatója. Az Országos Magyar Gazdasági Egyesület (OMGE) választmányi, a Hangya, a Magyar Mezőgazdák Szövetkezete és a Futura igazgatósági tagja volt. 1921-ben részt vett a Magyar Távirati Iroda újjászervezésében, és hosszú időn át igazgatósági tagja volt.
1920-ban gazdasági főtanácsosi címet kapott.